# مقاطعة بهارك (بدخشان)
مقاطعة بهارك ((بالفارسية: ولسوالی بهارک)/(بالبشتوية: بهارک ولسوالۍ)‏) هي مقاطعة أفغانية في ولاية بدخشان. وتقع على بعد حوالي 30 كم جنوب شرق فيض آباد. العاصمة هي مدينة بهارك والمقاطعة هي موطن لحوالي 14000 نسمة. تسمى المقاطعة أيضا بهارستان.
يقول السير أوريل شتاين أن بهارك كانت عاصمة بدخشان قبل العاصمة الحالية فيض آباد.